# Анна Сибила фон Насау-Вайлбург
Анна Сибила фон Насау-Вайлбург (на немски: Anna Sibylla von Nassau-Weilburg; * 25 май 1575, Отвайлер; † ок. 1643) е графиня от Насау-Вайлбург и чрез женитба фрайхерин на Крихинген-Пютлинген.

## Произход
Тя е дъщеря (единадесетото дете) на граф Албрехт фон Насау-Вайлбург (1537 – 1593) и съпругата му Анна фон Насау-Диленбург (1541 – 1616), дъщеря на граф Вилхелм фон Насау (1487 – 1559) и втората му съпруга Юлиана фон Щолберг (1506 – 1580). Майка ѝ е сестра на княз Вилхелм Орански. Най-голямата ѝ сестра Анна Амалия (* 1560; † 1635) e омъжена за граф Ото фон Золмс-Зоненвалде.

## Фамилия
Анна Сибила се омъжва на 26 август 1606 г. в Саарбрюкен за фрайхер Петер Ернст II фон Крихинген-Пютлинген († 1633), син на фрайхер Георг II фон Крихинген-Пютлинген и съпругата му Естер фон Мансфелд-Айзлебен. Те имат децата:
- Анна Амалия фон Крихинген († 1676), омъжена на 7 май 1636 г. в Мец за граф Йохан Фридрих фон Еберщайн (1611 – 1647), син на граф Йохан Якоб II фон Еберщайн († 1647) и Анна Амалия фон Крихинген († 1676)
- Албрехт Лудвиг фон Крихинген († 1651), граф на Крихинген (1633 – 1651), женен на 22 март 1637 г. за Агата фон Кирбург, дъщеря на Йохан Казимир, вилд-рейнграф фон Кирбург (1577 – 1651)
- Анна Мария фон Крихинген (1614 – 1676), наследничка на Пютлинген, омъжена I. на 17 ноември 1644 г. за Йохан Георг вилд- и рейнграф фон Даун-Нойфвилер (1580 – 1650), II. на 26 януари 1656 г. в Даун за граф Лудвиг фон Золмс-Браунфелс (1614 – 1676), син на граф Вилхелм I фон Золмс-Браунфелс-Грайфщайн (1570 – 1635) и графиня Мария Амалия фон Насау-Диленбург (1582 – 1635)
- Естер Доротея фон Крихинген и Пютлинген (1617 – 1713), омъжена за граф Георг Рейнхард фон Ортенбург-Нойортенбург (1607 – 1666), син на граф Георг V фон Ортенбург-Нойортенбург (1573 – 1627) и графиня Анна Мария фон Лайнинген-Дагсбург-Фалкенбург (* 1602)

Анна Сибила се омъжва втори път за N ду Вивиер.